# Psammodynastes pictus
Psammodynastes pictus är en ormart som beskrevs av Günther 1858. Psammodynastes pictus ingår i släktet Psammodynastes och familjen snokar. Inga underarter finns listade i Catalogue of Life.
Denna orm förekommer på södra Malackahalvön, Borneo, Sumatra, västra Java och på flera mindre öar i regionen. Det är inte känt om honor lägger ägg eller om de föder levande ungar.